# Luis Tristán

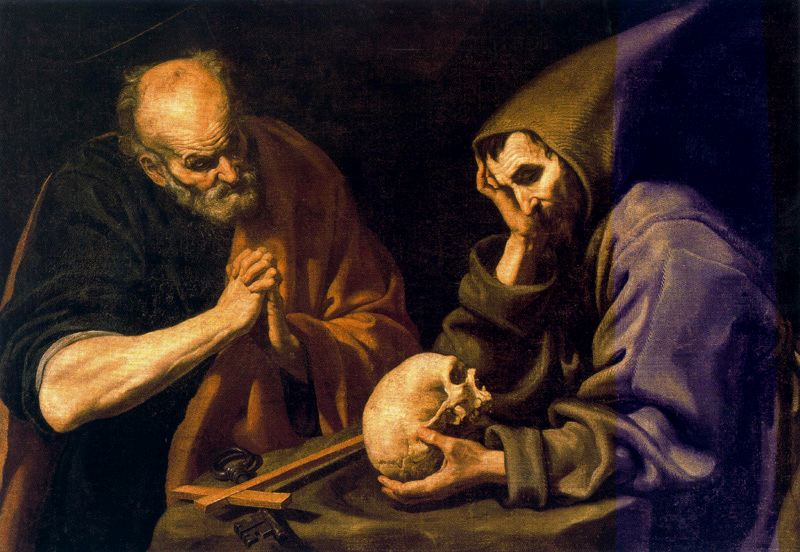
Sant Pere y sant Francesc al Palau de Rofrío (Segòvia).

Luis Tristán de Escamilla, també conegut com a Luis de Escamilla o Luis Rodríguez Tristán (Toledo, 1585 - Toledo, 1624), és un pintor espanyol del Manierisme, pertanyent al Segle d'or espanyol.

## Biografia
Fill de comerciants i artesans toledans, va entrar a treballar com a obrador d'El Greco, l'estil del qual va imitar (fins al punt d'haver confós a vegades als crítics, que han atribuït obres de cadascun al que no era); amb ell va estar entre 1603 i 1606, però després va marxar a Itàlia, on va estar des de 1606 a 1613. Se'l considera el principal deixeble del greco, fora del fill d'aquest, Jorge Manuel Theotocópuli. Va treballar tota la seva vida a Toledo. No va estilitzar tant les figures com el seu model i va intentar matisar un Manierisme ja passat de moda amb l'enfocament naturalista en els detalls i el tractament de la matèria, enfocament que venia influenciat per Caravaggio i la Contrarreforma.
El seu estil és molt personal, amb un to d'aspra gravetat, de gammes terroses sobre les quals brillen tocs d'intens colorit lluminós, superior al del seu mestre. A part d'alguns retrats d'acusat realisme (Ancià, El calabrés, El Cardenal Sandoval...), la seva obra principal és de temàtica religiosa, en els quals presenta les figures allargades i distorsionades i les composicions del mestre, però introdueix elements de la vida quotidiana com a quota al gust naturalista que es va acabar imposant i les seves figures presenten major pes. La seva obra més important és el conjunt realitzat per al retaule de l'Altar Major de la Catedral de la Manxa a Yepes (Toledo), que data del 1616, amb sis escenes de la vida de Jesús i vuit mitges figures de sants.
Durant la Guerra Civil espanyola es van destruir les escultures de sants del retaule, que es van perdre, però els llenços estripats van poder reparar-se al Museu del Prado, i es van retornar el 1942. En aquest museu poden contemplar-se d'aquesta obra Santa Mònica i Magdalena. Altres obres seves són Sant Lluís repartint almoina (Museu del Louvre), i La ronda del pa i de l'ou (Museu Santa Cruz, Toledo).